# Горский, Илья Миронович
Илья Миронович Горский (Горский-Зайдеман, настоящая фамилия Зайдеман; 1904, Москва — 14 апреля 1939, Коммунарка) — советский инженер-химик и комсомольский деятель, учёный в области боевых отравляющих веществ, начальник первой советской лаборатории по разработке химического оружия.

## Биография
Родился в Москве в семье Хаи-Миры Берковны (Марии Борисовны) Зайдеман (урождённой Арест, 1876—1940) и звенигородского мещанина, часовых и ювелирных дел мастера Меера Берковича (Мирона Борисовича) Зайдемана, владельца московских магазинов «Ювелирные вещи» в доме Брюсовых на Цветном бульваре, доме Потехина на Троицкой улице и доме Поляковой на 2-й Мещанской улице.
Член РКП(б) с 1919 года. В 1921 году был направлен Центральным Комитетом Российского коммунистического союза молодёжи (РКСМ) в Вятку, где в феврале 1921 года возглавил первый пленум Марийского организационного комитета РКСМ. 19 мая 1921 года на заключительном заседании первого съезда комсомола Марийской области был избран первым ответственным секретарём Марийского областного комитета РКСМ. В сентябре 1921 года был отозван ЦК РКСМ в Москву.
В 1929 году окончил химический факультет Московского высшего технического училища и как военный инженер-химик был назначен начальником первой советской лаборатории по разработке боевых отравляющих веществ на химическом заводе № 51. В 1932—1934 годах завод руководил запуском производства отравляющих веществ на ряде предприятий страны, так были открыты ипритные цеха в Березниках и в Сталинграде, цеха фосгена в Сталинграде и в Чапаевске, налажено производство дифенилхлорарсина на Дербеневском заводе имени Сталина и производство адамсита на Кинешемском химзаводе. Постановление СТО СССР № С-107сс «Об организации работ по ГИМам в системе НКТП и НКО» работа этой лаборатории стала основным направлением работы завода с непосредственным подчинением народному комиссару тяжёлой промышленности Серго Орджоникидзе (весь комплекс работ по разработке новых отравляющих веществ в секретных постановлениях именуется ГИМами по имени, отчеству и фамилии начальника лаборатории). Согласно этому же постановлению, И. М. Горский был награждён ордена Ленина и премирован импортной легковой машиной «Форд» и 30 тыс. рублей.
Арестован 26 октября 1937 года (в это время указан как начальник 49-го цеха завода № 216). 7 декабря 1937 года имя Горского было включено в расстрельные списки. Расстрелян 14 апреля 1939 года. Реабилитирован за отсутствием состава преступления посмертно в 1956 году.

## Семья
- Сестра — Эсфирь Мироновна Зайдеман-Конюс (1896—1964), врач-педиатр, гигиенист и историк медицины, доктор медицинских наук, заведующая кафедрой истории медицины Центрального института усовершенствования врачей[12][13][14]; её муж — экономист Александр Александрович Конюс[15].
- Сестра — Юлия Мироновна Зайдеман (1901—1973), заведующая кафедрой французского языка Московского областного педагогического института имени Н. К. Крупской[16], переводчик-референт[17][18][19].
  - Племянник — Александр Александрович Калягин, актёр театра и кино[12][13][14].